# Stephen Negoesco
Stephen Negoesco, nato Ștefan Negoescu (New Jersey, 12 settembre 1925 – San Francisco, 3 febbraio 2019), è stato un allenatore di calcio e calciatore statunitense, di ruolo difensore.

## Palmarès

### Allenatore
- NCAA Men's Division I Soccer Championship: 5

San Francisco Dons: 1966, 1975, 1976, 1978, 1980
- Lamar Hunt U.S. Open Cup: 1

San Francisco AC: 1976

## Opere
- Stephen Negoesco, Soccer, McGraw-Hill Humanities, 1992, ISBN 978-0-697-10059-7.